# خطأ انكسار
خطأ انكسار(بالإنجليزي:Refractive error) هو عدم قدرة العين على تركيز الضوء على الشبكية. أكثر أنواع خلل الانكسار شيوعًا هي قصر النظر وطول النظر واللابؤرية وقصو البصر الشيخوخي. يؤدي قصر النظر إلى ضبابية الرؤية للأشياء البعيدة، ويؤدي طول النظر وقصو البصر الشيخوخي إلى عدم وضوح الرؤية للأشياء القريبة، ويؤدي اللابؤرة إلى ظهور الأشياء مشوهة أو غير واضحة. قد تشمل الأعراض الأخرى رؤية مزدوجة وصداع وإجهاد في العين.
يحدث قصر النظر بسبب طول كرة العين بشكل كبير، وطول النظر بسبب قصر كرة العين بشكل كبير، واللابؤرة بسبب عدم انتظام شكل القرنية، وقصو البصر الشيخوخي بسبب شيخوخة عدسة العين بحيث لا يمكنها تغيير شكلها بشكل كاف. تحدث بعض أخطاء الانكسار بشكل أكثر شيوعًا بين أولئك الذين لدى آباؤهم خطأ انكسار. يتم التشخيص عن طريق فحص العين.
يتم تصحيح الأخطاء الانكسارية باستخدام النظارات أو العدسات اللاصقة أو الجراحة. النظارات هي أسهل وأكثر الطرق أمانًا للتصحيح. يمكن للعدسات اللاصقة توفير مجال رؤية أوسع؛ ومع ذلك فهي مرتبطة بخطر الإصابة بالعدوى. تعمل الجراحة الانكسارية على تغيير شكل القرنية بشكل دائم.
على مستوى العالم، قُدّر عدد الأشخاص الذين يعانون من عيوب انكسارية بنحو مليار إلى ملياري شخص. تختلف المعدلات بين مناطق العالم حيث يتأثر حوالي 25٪ من الأوروبيين و 80٪ من الآسيويين. قصر النظر هو الاضطراب الأكثر شيوعًا. تتراوح المعدلات بين البالغين بين 15 و 49٪ بينما تتراوح المعدلات بين الأطفال بين 1.2 و 42٪. يؤثر طول النظر بشكل أكثر شيوعًا على الأطفال الصغار وكبار السن. يصيب قصو البصر الشيخوخي معظم الأشخاص الذين تزيد أعمارهم عن 35 عامًا.
يقُدّر عدد الأشخاص الذين يعانون من عيوب انكسارية لم يتم تصحيحها بنحو 157 مليون شخص في عام 2020. ومن بين هؤلاء، أصيب 3 مليون شخص بالعمى بسبب العيب الانكساري. يُعد هذا أحد أكثر أسباب ضعف البصر شيوعًا إلى جانب إعتام عدسة العين والتنكس البقعي ونقص فيتامين أ.

## انكسار الضوء الطبيعي
لرؤية صورة واضحة، يجب على العين أن تركز أشعة الضوء على الجزء الحساس للضوء في العين - الشبكية، والتي تقع في مؤخرة العين. يتم إجراء هذا التركيز - الذي يسمى الانكسار - بشكل رئيسي من قبل القرنية والعدسة، والتي تقع في مقدمة العين، القطعة الأمامية.
عندما تركز العين الضوء بشكل صحيح على الشبكية عند النظر إلى الأشياء البعيدة، تسمى هذه الحالة سواء البصر [الإنجليزية] أو الرؤية السوية. وهذا يعني أن القوة الانكسارية للعين تتناسب مع ما هو مطلوب لتركيز أشعة الضوء المتوازية على الشبكية. يُعرَّف الجسم البعيد بأنه جسم يقع على بعد يزيد عن 6 أمتار (20 قدمًا) من العين.
عندما يكون الجسم قريبًا من العين، لم تعد أشعة الضوء المنبعثة منه تقترب من العين بشكل موازٍ لبعضها البعض. وبالتالي، يجب على العين أن تزيد من قدرتها الانكسارية لجمع تلك الأشعة الضوئية معًا على الشبكية. تسمى هذه العملية تكيف العين، ويتحقق ذلك عن طريق زيادة سماكة عدسة العين.

## تصنيف

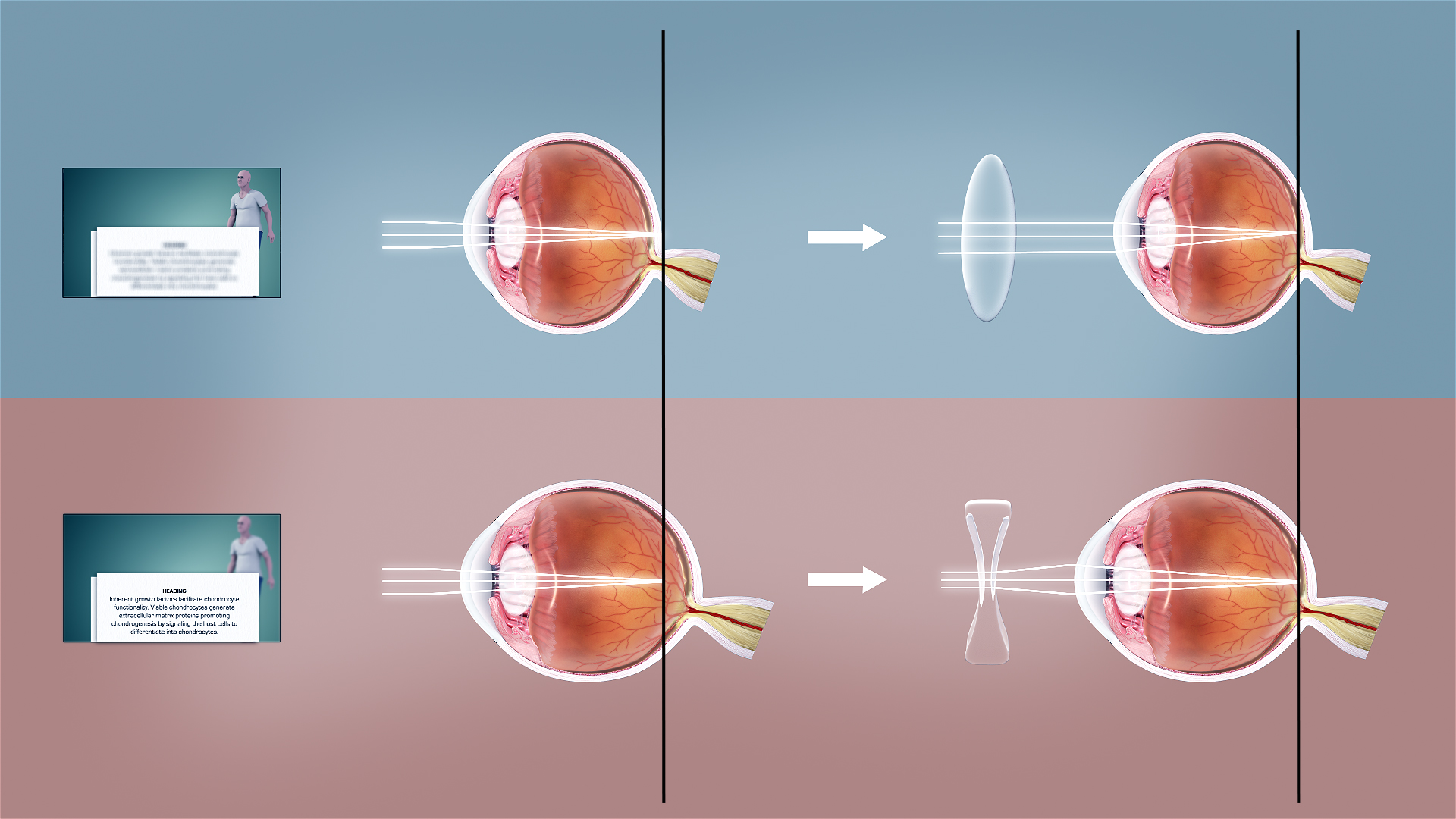
أعلى: يُصحح النظر البعيد باستخدام عدسة محدبة. أسفل: يُصحح النظر القريب باستخدام عدسة مقعرة.

يقصد بـ "العيوب الانكسارية" - والتي تسمى أحيانًا "خلل الانكسار" - عدم تطابق القوة الانكسارية للعين مع طول العين، مما يؤدي إلى تركيز الصورة بعيدًا عن شبكية العين المركزية بدلاً من التركيز عليها مباشرة.
يضم خطأ الانكسار الأنواع التالية هي ضعف البصر، طول البصر، اللابؤرية وقصو البصر الشيخوخي.
- قصرالبصر:يحدث نتيجة زيادة انحناء القرنية (قصر بصرانكساري) أو قطر مقلة العين كبير جدا (قصر بصر محوري). وعادة ما يعالج بنظارات مقعرة رمز قوتها عدد سلبي.
- طول البصر:يحدث نتيجة عدم انحناء القرنية بشكل كافي (طول بصرانكساري) أو قطر مقلة العين صغير جدا (طول بصر محوري).و عادة ما يعالج بنظارات محدبة رمز قوتها عدد إيجابي.
- قصو البصر الشيخوخي: عند تراجع مرونة عدسة العين، والذي يحدث عادةً بسبب التقدم بالعمر، يواجه الشخص صعوبة في الرؤية القريبة. غالبًا ما يتم التخفيف من هذه الحالة باستخدام نظارات القراءة أو النظارات ثنائية البؤرة أو العدسات التدريجية.
- اللابؤرية: يحدث اللابؤرة عندما لا تكون القوة الانكسارية للعين موحدة عبر سطح القرنية بسبب عدم التماثل. بعبارة أخرى، تركز العين الضوء بشكل أقوى في اتجاه واحد أكثر من اتجاه آخر، مما يؤدي إلى تشوه الصورة.

يولد الأطفال عادةً بحالة مديد البصر ويتحولون نحو حالة البصر الطبيعي أو قصر النظر مع إستطالة أعينهم خلال مرحلة الطفولة.
هناك مصطلحات أخرى تشمل تفاوت الانكسار، حيث تمتلك العينان قوة انكسارية غير متساوية، وتفاوت الصورتين [الإنجليزية] الذي يحدث عندما تختلف قوة تكبير الصورة بين العينين.
تنقسم هذه الأخطاء إلى أخطاء كروية أو أخطاء أسطوانية او محورية:
- أخطاء كروية: تحدث عندما تكون قدرة العين على تركيز الضوء على الشبكية كبيرة جدا أو صغيرة جدا. هذا الرقم يشير إلى قوة العدسة اللازمة لتصحيح إبصارك. العلامة "-" تشير إلى قصر النظر بينما العلامة "+" تشير إلى طول النظر. كلما ارتفع الرقم كلما زادت قوة العدسة في كلا الاتجاهين.
- أسطوانية: هذا الرقم يشير إلى كمية الابؤرية، إن وجد.
- محورية: يشير هذا الرقم إلى اتجاه الابؤرية وهو مكتوب بالدرجات بين 1 و 180.

العين التي ليس لديها خطأ انكساري عند النظر إلى الأشياء البعيدة يقال عنها بأنها ذات حدقة سوية وذلك يعني أن العين في حالة تسمح لها بتركيز أشعة الضوء المتوازية (الضوء القادم من الأشياء البعيدة) على الشبكية، دون الحاجة إلى تكيف العين. يتم تعريف الشيء البعيد في هذه الحالة على أنه شيء يقع على بعد يزيد عن 6 أمتار، أو 20 قدم، عن العين، وذلك لأن الضوء الصادر عن تلك الأشياء يصل على شكل أشعة متوازية بشكل أساسي عند النظر إلى حدود قدرة الإدراك البشري.

## الفحص
عندما لا يتم علاج الأخطاء الانكسارية عند الأطفال، فقد يكون الطفل معرضًا لخطر الإصابة بالغمش، حيث قد يظل البصر مشوشًا بشكل دائم. نظرًا لأن الأطفال الصغار عادة لا يشتكوا من عدم وضوح الرؤية، فإن الأكاديمية الأمريكية لطب الأطفال توصي بإجراء فحص للنظر للأطفال سنويًا بدءًا من سن الثالثة حتى يمكن اكتشاف الأخطاء الانكسارية غير المعروفة أو الحالات العينية الأخرى وعلاجها إذا رأى أخصائيو الرعاية الصحية ذلك ضروريًا.

## عوامل الخطر

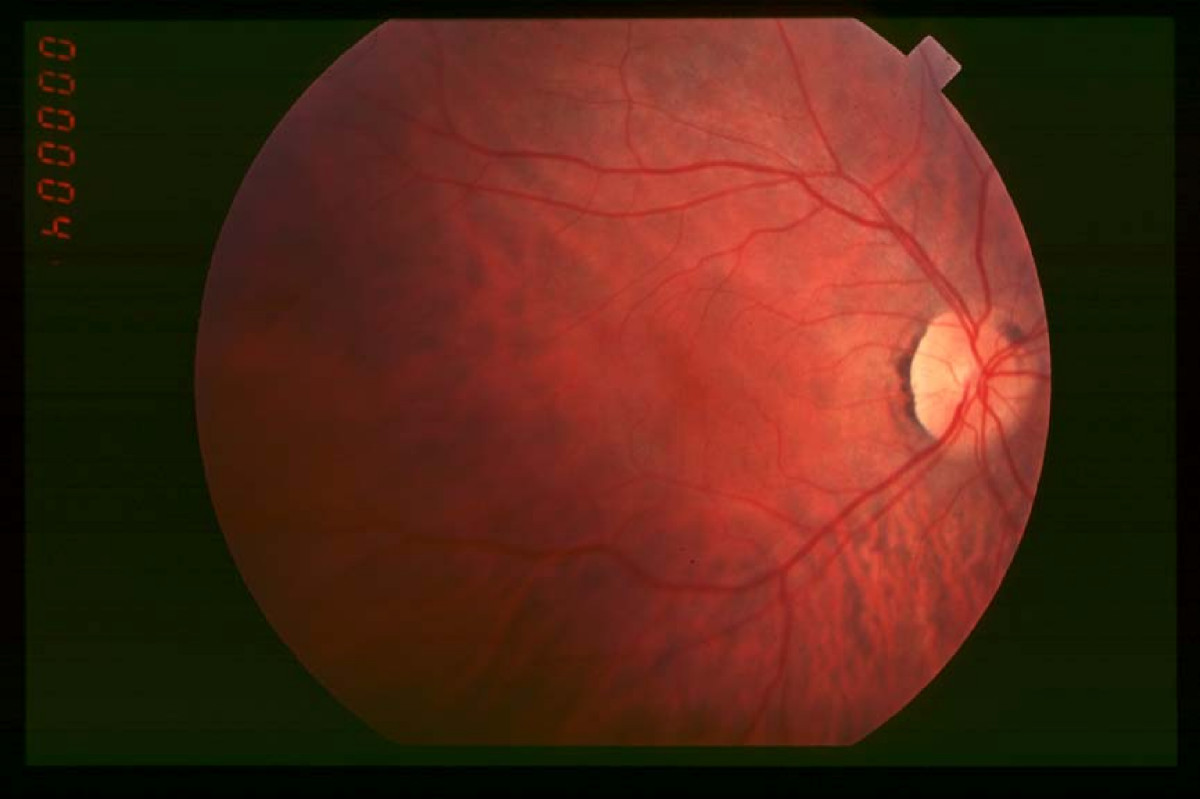
قاع الشخص المصاب بالتهاب الشبكية الصباغي، في مرحلة مبكرة

### عوامل وراثية
هناك أدلة تشير إلى استعداد وراثي للأخطاء الانكسارية. الأفراد الذين لديهم آباء يعانون من أخطاء انكسارية معينة هم أكثر عرضة للإصابة بأخطاء انكسارية مشابهة. أدرجت الوراثة المندلية البشرية عبر الإنترنت (OMIM) 261 اضطرابًا وراثيًا يكون قصر النظر أحد أعراضها. قد يكون قصر النظر موجودًا في اضطرابات النسيج الضام الوراثية مثل: متلازمة نوبلوخ؛ متلازمة مارفان؛ ومتلازمة ستكلر (النوع 1 والنوع 2). كما تم الإبلاغ عن قصر النظر في الاضطرابات المرتبطة بالكروموسوم X والتي تحدث بسبب طفرات في المواضع المرتبطة بوظيفة مستقبلات ضوء الشبكية (بروتين النكتالوبين [الإنجليزية]، جين ار بي 2، ام واي بي 1) مثل: العمى الليلي الخلقي المتنحي الصبغي الجسمي (CSNB)؛ التهاب الشبكية الصباغي 2؛ مرض عين بورنهولم. تتجمع العديد من الجينات التي ارتبطت بالأخطاء الانكسارية في شبكات بيولوجية مشتركة تشارك في نمو النسيج الضام وتنظيم المادة خارج الخلوية. على الرغم من ربط عدد كبير من التوضيحات الصبغية بقصر النظر، إلا أنه تم تحديد عدد قليل من الجينات المحددة.

### عوامل بيئية
في دراسات الاستعداد الجيني للأخطاء الانكسارية، يوجد ارتباط بين العوامل البيئية وخطر الإصابة بقصر النظر. لوحظ قصر النظر لدى الأفراد الذين لديهم مهن تتطلب إجهاد النظر بشكل كبير. كما ثبت أن القراءة عامل مؤثر في الإصابة بقصر النظر عند الأطفال. حيث أفادت التقارير أن الأطفال المصابين بقصر النظر يقضون وقتًا أطول بكثير في القراءة مقارنة بالأطفال غير المصابين بقصر النظر الذين يقضون وقتًا أطول في اللعب في الهواء الطلق. بالإضافة إلى ذلك، يرتبط التركيز على الأشياء القريبة لفترات طويلة من الوقت - مثل القراءة أو النظر إلى الشاشات عن قرب أو الكتابة - بقصر النظر. كما أفُيد بأن الوضع الاجتماعي والاقتصادي والمستويات التعليمية العليا عوامل خطر للإصابة بقصر النظر. يمكن لجفن العين المتهدل أيضًا أن يسبب أخطاء انكسارية.

## التشخيص

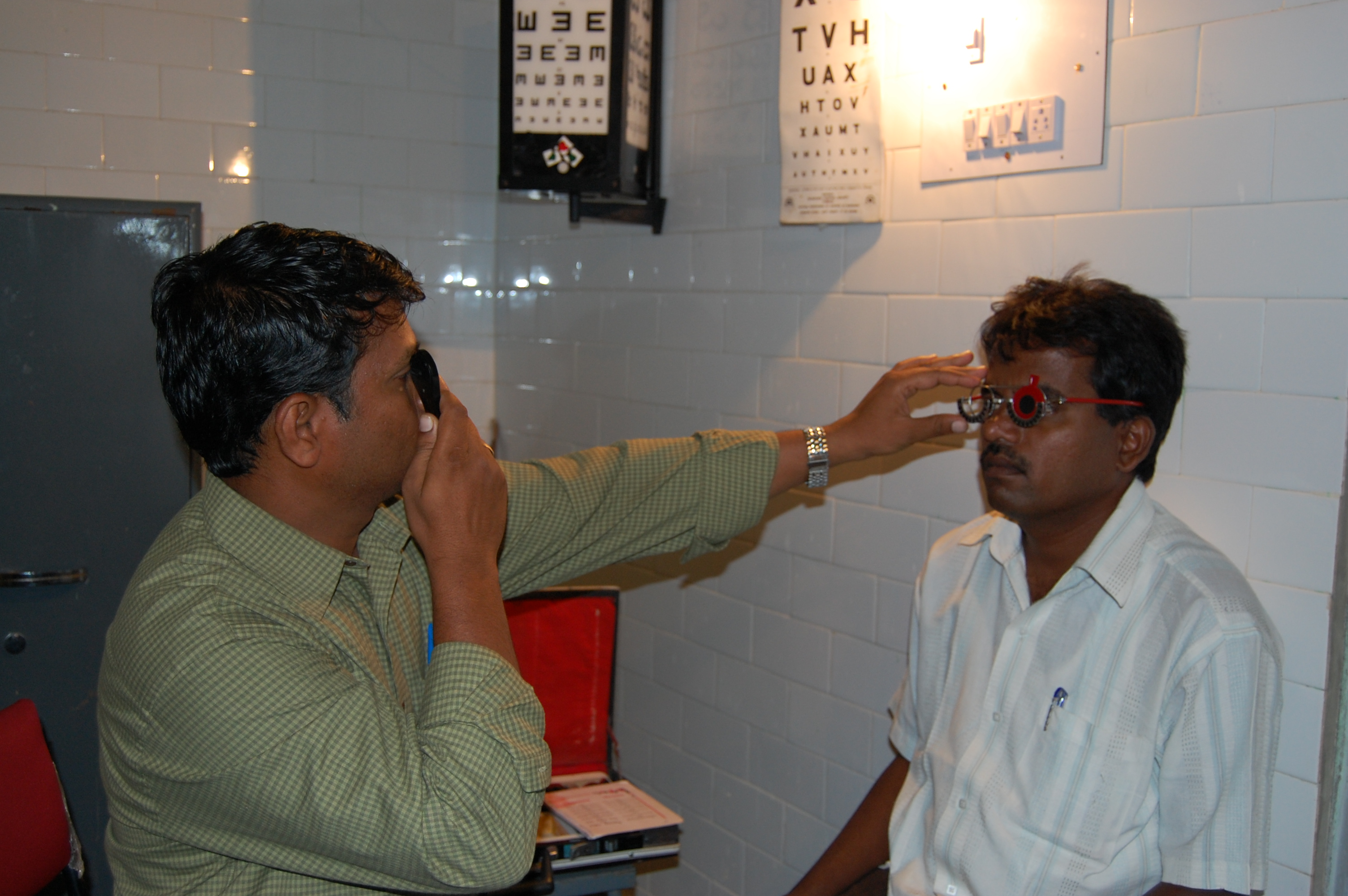
يستخدم الطبيب إطارًا تجريبيًا وعدسات تجريبية لقياس خطأ الانكسار لدى الشخص.

يمكن أن ينتج عدم وضوح الرؤية عن عدد من الحالات التي لا ترتبط بالضرورة بأخطاء الانكسار. عادةً ما يتم تأكيد تشخيص خطأ الانكسار من قبل أخصائي العناية بالعين خلال فحص العين باستخدام
عدد كبير من العدسات ذات القوى البصرية المختلفة، وغالبًا باستخدام منظار الشبكية (إجراء يسمى تنظير الشبكية) لقياس كيفية رؤية الشخص لنقطة بعيدة بينما يغير الطبيب العدسات التي يتم وضعها أمام عين الشخص ويراقب نمط انعكاس ضوء صغير يسلط على العين. بعد ذلك "الانكساري الذاتي"، يعرض الطبيب عادة على الشخص عدسات ذات قوى أعلى أو أضعف بشكل تدريجي في عملية تعرف بالانكسار الذاتي [الإنجليزية]. يتم استخدام المواد الموسعة للبؤبؤ بشكل متكرر لتحديد مقدار خطأ الانكسار بشكل أكثر دقة، خاصة عند الأطفال.
جهاز الانكسار الآلي هو أداة تستخدم أحيانًا بدلاً من تقويم الشبكية لتقدير خطأ الانكسار للشخص بشكل ذاتي. كما يمكن استخدام مستشعر موجة شاين-هارتمان وعكسه لتوصيف انحرافات العين [الإنجليزية] بدقة أعلى ومستوى أعلى.
يمكن تمييز عيوب الإبصار الناجمة عن خطأ الانكسار عن مشاكل أخرى باستخدام حاجب الثقب (عبارة عن قرص معتم يحوي ثقبًا صغيرًا واحدًا أو أكثر، ويستخدم لاختبار حدة الإبصار)، مما يحسن الرؤية فقط في حالة خطأ الانكسار.

## إدارة العلاج
يتم إدارة عيوب الإنكسار بعد تشخيص الحالة من قبل أخصائيي البصريات أو أطباء العيون أو اختصاصيي الانكسار أو ممارسي طب العيون.
تعتمد كيفية علاج عيوب الانكسار أو إدارتها على كمية وشدة الحالة. الأشخاص الذين يعانون من درجات خفيفة من عيوب الانكسار قد يختارون عدم تصحيح الحالة، خاصة إذا كان الشخص لا يعاني من أي أعراض. أما بالنسبة للأشخاص الذين يعانون من أعراض، فغالبًا ما تُستخدم النظارات أو العدسات اللاصقة أو جراحة العيون الانكسارية أو مجموعة منها.

### النظارات
تُعد النظارات الطريقة الأكثر فاعلية لتصحيح الأخطاء الانكسارية. ومع ذلك، قد يشكل توفر النظارات وإمكانية تحمل تكلفتها صعوبة للناس في العديد من المناطق ذات الدخل المنخفض حول العالم. كما تشكل النظارات تحديًا للأطفال الذين يتم وصفها لهم، وذلك بسبب ميل الأطفال إلى عدم ارتدائها بشكل دائم كما هو موصى به.
كما ذكرنا سابقًا، تحدث الأخطاء الانكسارية بسبب عدم تركيز الضوء بشكل صحيح على شبكية العين. تعمل النظارات كعدسة إضافية للعين تعمل على ثني الضوء لتجميعه على الشبكية. وفقًا للنظارات، فإنها تخدم العديد من الوظائف.
نظارات القراءة
هذه نظارات عامة تُصرف دون وصفة طبية ويمكن ارتداؤها لتسهيل القراءة، خاصةً بالنسبة للإبصار الضعيف بسبب الشيخوخة والذي يُسمى قصر النظر الشيخوخي.
عدسات النظارات الطبية أحادية البؤرة
يمكنها تصحيح شكل واحد فقط من ضعف البصر، إما النظر إلى بعد أو النظر إلى القرب.
العدسات متعددة البؤر
يمكن للعدسات متعددة البؤر تصحيح ضعف البصر في مناطق تركيز متعددة، على سبيل المثال: الرؤية القريبة بالإضافة إلى الرؤية البعيدة. وهذا مفيد بشكل خاص لقصر النظر الشيخوخي.

### العدسات اللاصقة
بدلاً من ذلك، يختار الكثير من الناس ارتداء العدسات اللاصقة. أحد الأنواع هي العدسات اللاصقة الصلبة، والتي يمكنها تشويه شكل القرنية إلى الشكل المطلوب. نوع آخر، العدسات اللاصقة اللينة، مصنوعة من السيليكون أو الهيدروجيل [الإنجليزية]. وفقًا للمدة التي تم تصميمها من أجلها، يمكن ارتداؤها يوميًا أو لفترة طويلة من الزمن، مثلا لأسابيع.
هناك عدد من المضاعفات المرتبطة بالعدسات اللاصقة. عادة ما يتم استخدام تلك التي تستخدم يوميا.
| مضاعفات ارتداء العدسات اللاصقة    | الوصف |
| --------------------------------- | --- |
| التهاب الملتحمة (الحليمي العملاق) | يحدث كرد فعل للحساسية الموجودة في مادة العدسات اللاصقة. غالبًا ما يكون هناك إزعاج في العين بعد ارتداء العدسات وقد تتأثر الرؤية. اختيار مادة العدسات المناسبة وتغييرها بانتظام قد يمنع التهاب الملتحمة.                                         |
| خدش القرنية                       | جسم غريب، غبار، رمل، أو حصى محاصر تحت العدسة. |
| وذمة القرنية                      | يحدث نتيجة نقص إيصال الأكسجين إلى الأنسجة المضغوطة بالعدسة. عادة ما يتم حلها بعد إزالة العدسات. قد يظهر عدم الراحة عند إزالة العدسة. |
| توعي القزحية المحدث               | قد تتكون أوعية دموية جديدة في منطقة القزحية والحافة. قد يؤدي ذلك إلى ضعف الرؤية. |
| الالتهابات                        | يمكن رؤية أنواع مختلفة من الالتهابات الفيروسية والبكتيرية والفطرية في العين بعد ارتداء العدسات اللاصقة، وذلك إذا لم يتم الحفاظ على نظافة العدسات بشكل صحيح. تُعد الشوكميبة الالتهابات الأكثر شيوعًا لدى الأشخاص الذين يستخدمون العدسات اللاصقة. |

إذا احمرَّت العينان وحكة واصبحت هناك صعوبة في الرؤية، فيجب التوقف عن استخدام العدسات اللاصقة فورًا واستشارة طبيب العيون.

### الجراحة
تعد عملية تعديل شكل القرنية باستعمال الليزر (ليزك) واقتطاع القرنية الضوئي الانكساري (PRK) من الإجراءات الشائعة، بينما يزداد استخدام عملية الليزك. تشمل العلاجات الجراحية الأخرى لقصر النظر الشديد زرع عدسات بعد استخراج العدسة الصافية (استبدال العدسة الانكسارية). قد يكون ترقيع القرنية بكامل سمكها الخيار الأخير للمرضى المصابين بالقرنية المخروطية المتقدمة، على الرغم من وجود اهتمام حالي بالتقنيات الجديدة التي تتضمن ربط الكولاجين. كما هو الحال مع أي إجراء جراحي، يمكن أن تنشأ مضاعفات بعد العملية. عادة ما يتم إجراء المتابعة بعد العملية من قبل عيادة جراحة العيون المتخصصة وخدمات البصريات. يتم عادة إبلاغ المرضى قبل الجراحة بما يمكن توقعه وأين يذهبون إذا اشتبهوا في حدوث مضاعفات. يجب إحالة أي مريض يبلغ عن ألم واحمرار بعد الجراحة بشكل عاجل إلى جراح العيون الخاص به.

### العلاج الطبي
يُعتقد أن الأتروبين يبطئ تقدم قصر النظر ويُعطى مع عدسات متعددة البؤر. ومع ذلك، فهذه تحتاج إلى مزيد من البحث.

### الوقاية
تشمل الاستراتيجيات التي يتم دراستها لإبطاء التفاقم تعديل ظروف العمل، وزيادة الوقت الذي يقضيه الأطفال في الهواء الطلق، وأنواع خاصة من العدسات اللاصقة. يبدو أن العدسات اللاصقة الخاصة بالأطفال تبطئ تفاقم قصر النظر.
توجد عدد من الاستبيانات لتحديد تأثير أخطاء الانكسار وتصحيحها على جودة الحياة.

## علم الوبائيات

إحصائية عدد الأشخاص المصابين بخطأ الانكسار عام2004.
no data
less than 100
100-170
170-240
240-310
310-380
380-450
450-520
520-590
590-660
660-730
730-800
more than 800

يُقدّر بأن هناك على الأقل ملياري شخص حول العالم يعانون من أخطاء انكسارية. كما قُدّر عدد الأشخاص المصابين عالميًا بأخطاء انكسارية غير مصححة بحوالي 660 مليون شخص (10 لكل 100 شخص) في عام 2013.
تعتبر الأخطاء الانكسارية السبب الرئيسي الأول للإعاقة البصرية والسبب الثاني الأكثر شيوعًا لفقدان البصر. يُقيّم حاليًا عبء الأخطاء الانكسارية باستخدام مقياس "سنوات العمر المعدلة حسب الإعاقة" (DALY)، والذي أظهر زيادة بنسبة 8٪ بين عامي 1990 و 2019.
يقدر عدد الأشخاص حول العالم الذين يعانون من عيوب انكسارية كبيرة بما يتراوح بين مليار إلى ملياري شخص . تختلف المعدلات بين مناطق العالم حيث يُصاب حوالي 25٪ من الأوروبيين و 80٪ من الآسيويين. يعد قصر النظر من أكثر اضطرابات العين شيوعًا. تبلغ المعدلات بين البالغين ما بين 15 و 49٪ بينما تبلغ المعدلات بين الأطفال ما بين 1.2 و 42٪. يؤثر طول النظر بشكل أكثر شيوعًا على الأطفال الصغار، الذين لم تنمو أعينهم بعد إلى طولها الكامل، وكبار السن الذين فقدوا القدرة على التعويض بنظام تكيف العين الخاص بهم. تؤثر الشيخوخه على معظم الأشخاص الذين تزيد أعمارهم عن 35 عامًا، ويصيب ما يقرب من 100٪ من الأشخاص في سن 55-65 عامًا. يعتبر عيب الانكسار غير المصحح سببًا لإعاقة وإضعاف البصر للعديد من الناس في جميع أنحاء العالم. إنه أحد أكثر أسباب ضعف البصر شيوعًا إلى جانب إعتام عدسة العين وتنكس البقعة الصفراء ونقص فيتامين أ.